# Округ Шаритон (Мисури)
Округ Шаритон (енгл. Chariton County) је округ у америчкој савезној држави Мисури.

## Демографија
По попису из 2010. године број становника је 7.831, што је 607 (-7,2%) становника мање него 2000. године.
| Група             | 2000.         | 2010.         |
| Белци             | 8.067 (95,6%) | 7.544 (96,3%) |
| Афроамериканци    | 269 (3,2%)    | 156 (2,0%)    |
| Азијати           | 11 (0,1%)     | 7 (0,1%)      |
| Хиспаноамериканци | 47 (0,6%)     | 40 (0,5%)     |
| Укупно            | 8.438         | 7.831         |